# Tutu (album)
Pour les articles homonymes, voir Tutu (homonymie).
Albums de Miles Davis
You're Under Arrest
(1985) Siesta (bande originale du film)
(1987)
Tutu est un album du compositeur et trompettiste de jazz américain Miles Davis, composé par Marcus Miller, produit par Tommy LiPuma et Marcus Miller, sorti en 1986.

## Historique
Par ce titre, comme il le fera plus tard avec l'album Amandla de 1989, Miles Davis soutient et rend hommage (avec Marcus Miller) à la cause des opposants au régime d'apartheid en Afrique du Sud. Desmond Tutu est un archevêque anglican sud-africain noir lauréat du prix Nobel de la paix en 1984. Il rend également hommage à Nelson Mandela avec le titre Full Nelson.
Tous les morceaux ont été écrits et arrangés par Marcus Miller, excepté Tomaas (coécrit avec Miles Davis), Backyard Ritual (composé par George Duke) et Perfect Way du groupe pop Scritti Politti
Les photos de l'album sont signées Irving Penn.
C'est le premier disque de Miles Davis pour le label Warner après une longue collaboration avec Columbia Records. Il remporta le trophée du Grammy Award, catégorie jazz en 1986.
Parmi les sidemen, il ne reste des musiciens habituels de Miles Davis que Adam Holzman et Marcus Miller. Les autres ont tous été recrutés uniquement pour l'enregistrement de l'album.

## Musiciens
- Miles Davis : trompette
- Marcus Miller : basse et divers instruments
- George Duke : divers instruments électroniques
- Michael Urbaniak : violon électrique
- Adam Holzman : synthétiseurs
- Bernard Wright : synthétiseurs
- Omar Hakim : batterie, percussions
- Steve Reid : percussions
- Paulinho da Costa : percussions
- Jason Miles (en) : programmation de synthétiseurs

## Titres
Tous les titres sont de Marcus Miller, sauf mention contraire.
1. Tutu - 5:15
2. Tomaas - 5:38 (Miles Davis, Marcus Miller)
3. Portia - 6:18
4. Splatch - 4:46
5. Backyard Ritual - 4:49 (George Duke)
6. Perfect way - 4:35 (Green Gartside (en), David Gamson (en))
7. Don't lose your mind - 5:49
8. Full Nelson - 5:06

## Citations
« Une fois que les arrangeurs avaient enregistré les percussions, les synthétiseurs et le violon électrique sur bande, c'était au tour de Miles de se rendre au studio pour jouer de la trompette sur les parties enregistrées. Pour Miles, qui avait toujours été juste à côté des autres musiciens dans ses groupes précédents, c'était une manière complètement nouvelle de travailler. Enregistrer avec son groupe habituel était devenu problématique. »

— Quincy Troupe, Miles Davis. Miles et moi, 2009, p. 64

« Il y a des gens qui estiment que ça fait disparaître la spontanéité et l'étincelle qui se produit en studio avec le groupe. C'est peut-être vrai, je ne sais pas. Tout ce que je sais, c'est que les nouvelles technologies permettent de rendre les choses plus faciles. »

— Miles Davis cité par Quincy Troupe, Miles Davis. Miles et moi, 2009, p. 65